# Teuvo Teräväinen
Teuvo Teräväinen (* 11. September 1994 in Helsinki) ist ein finnischer Eishockeyspieler, der seit Juli 2024 erneut bei den Chicago Blackhawks in der National Hockey League unter Vertrag steht. Für diese war der Center bereits von 2014 bis 2016 aktiv, bevor er zwischenzeitlich acht Jahre bei den Carolina Hurricanes verbrachte.

## Karriere
Teräväinen begann seine Karriere beim Jugendverein Helsingin Kojoottien in seiner Heimatstadt Helsinki. Anschließend wechselte er 2008 in die Nachwuchsabteilung von Jokerit Helsinki und durchlief dort zahlreiche Altersstufen. In seinen ersten beiden Jahren mit der Mannschaft in der C-nuorten SM-sarja gewann er jeweils die Meisterschaft in der U16-Altersklasse. Zur Saison 2010/11 wechselte Teräväinen als 16-Jähriger dauerhaft in die U20-Mannschaft von Jokerit und wurde in der folgenden Spielzeit finnischer Vizemeister in der Nuorten SM-liiga. Dabei erzielte er in elf Einsätzen für die Mannschaft zwölf Tore und insgesamt 20 Punkte.
Parallel gab Teräväinen in der Saison 2011/12 sein Debüt für Jokerit in der SM-liiga, der höchsten Spielklasse Finnlands. Er schloss die Saison mit 18 Punkten aus 40 Spielen ab und war damit der punktbeste U18-Spieler der Liga. In den Play-offs war er erneut mit sechs Punkten in neun Einsätzen erfolgreich und führte Jokerit als zweitbester Scorer seines Teams zum dritten Platz. Am Ende der Saison wurde Teräväinen mit der Trophäe Jarmo Wasaman muistopalkinto als Rookie des Jahres der SM-liiga ausgezeichnet. Vor dem NHL Entry Draft 2012 wurde er in den Rankings der National Hockey League hinter dem Schweden Filip Forsberg auf dem zweiten Platz bei den europäischen Feldspielern geführt. Im Draft wurde er schließlich von den Chicago Blackhawks in der ersten Runde an 18. Stelle ausgewählt.
In der folgenden Saison konnte der Finne seine Punktausbeute deutlich steigern und schloss die reguläre Saison mit 31 Punkten aus 44 Spielen als fünftbester Scorer seiner Mannschaft ab. Im August 2013 unterzeichnete er einen Einstiegsvertrag über drei Jahre mit den Blackhawks und nahm daraufhin erstmals am NHL-Trainingscamp der Mannschaft teil. Er kehrte jedoch zunächst wieder nach Helsinki zurück, um mehr Erfahrung auf der Centerposition zu sammeln und sein Defensiv-Spiel weiterzuentwickeln. In der Saison 2013/14 erzielte er in 44 Punkte in 49 Einsätzen für Jokerit und war damit Topscorer seiner Mannschaft. Seine 35 Torvorlagen waren zudem der zweitbeste Wert der Liga.
Mit Beginn der Saison 2014/15 wechselte der Finne endgültig nach Nordamerika und begann erst beim Farmteam der Blackhawks, den Rockford IceHogs, in der American Hockey League. Im Saisonverlauf etablierte er sich im NHL-Aufgebot und steuerte in den Playoffs zehn Scorerpunkte bei, an deren Ende die Blackhawks den Stanley Cup gewannen.
Im Juni 2016 wurde Teräväinen samt Bryan Bickell an die Carolina Hurricanes abgegeben, die im Gegenzug ein Zweitrunden-Wahlrecht für den NHL Entry Draft 2016 sowie ein Drittrunden-Wahlrecht für den NHL Entry Draft 2017 nach Chicago schickten. Bei den Hurricanes steigerte er seine Offensivstatistik zur Saison 2017/18 deutlich, so erzielte er 64 Punkte in 82 Spielen. Anschließend unterzeichnete er im Januar 2019 einen neuen Fünfjahresvertrag in Carolina, der ihm mit Beginn der Spielzeit 2019/20 ein durchschnittliches Jahresgehalt von 5,4 Millionen US-Dollar einbringen soll. In der Saison 2018/19 selbst war er neben seinem Landsmann Sebastian Aho bester Scorer seines Teams, erreichte mit den Hurricanes das Conference-Finale und erzielte im letzten Spiel der zweiten Playoff-Runde den 2:1-Führungstreffer gegen die New York Islanders.
Nach acht Jahren in Carolina kehrte Teräväinen im Juli 2024 als Free Agent zu den Chicago Blackhawks zurück, bei denen er einen Zweijahresvertrag unterzeichnete.

### International
Teuvo Teräväinen spielte erstmals in der Saison 2009/10 für die finnische U16-Auswahl, bevor er Finnland im folgenden Jahr bei der World U-17 Hockey Challenge 2011 repräsentierte. Mit sieben Punkten aus fünf Spielen war er Topscorer seiner Mannschaft. Anschließend nahm er als jüngster Spieler im finnischen Kader auch an der U18-Junioren-Weltmeisterschaft 2011 teil. Beim Ivan Hlinka Memorial Tournament im selben Jahr war Teräväinen mit zehn Punkten Topscorer des Turniers und erreichte mit Finnland den vierten Platz. Auch bei der U18-Junioren-Weltmeisterschaft 2012 wurde er mit der Nationalmannschaft Vierter und erzielte im Turnierverlauf acht Punkte in sechs Spielen.
Bei der U20-Junioren-Weltmeisterschaft 2013 war Teräväinen erneut unter den besten Scorern der finnischen Mannschaft. Seine elf Punkte aus sechs Spielen übertrafen im Turnier nur seine Teamkollegen Markus Granlund und Joel Armia sowie der Kanadier Ryan Nugent-Hopkins. Allerdings qualifizierte sich Finnland durch einen vierten Platz in der Gruppe nicht für die Finalrunde und belegte am Ende den siebten Platz.
Im folgenden Jahr wurde Teräväinen zum Mannschaftskapitän Finnlands bei der U20-Junioren-Weltmeisterschaft 2014 in Malmö ernannt. Er führte Finnland schließlich als Topscorer des Turniers mit 15 Punkten aus sieben Spielen zum ersten Gewinn der Goldmedaille seit 1998. Im Finalspiel gegen den Gastgeber Schweden bereitete er alle drei Tore seiner Mannschaft vor, darunter das Siegtor von Rasmus Ristolainen in der Overtime. Neben dem Titel als bester Scorer wurde Teräväinen ins All-Star Team gewählt. Auch seine 13 Torvorlagen und seine Plus/Minus-Bilanz von +11 waren Turnierbestwerte.
Nachdem Teräväinen für die A-Nationalmannschaft Finnlands bei der Euro Hockey Tour 2013/14 debütierte, gehörte er auch beim World Cup of Hockey 2016 zum finnischen Aufgebot.

## Erfolge und Auszeichnungen
| - 2009 Finnischer C-Junioren-Meister mit Jokerit Helsinki - 2010 Finnischer C-Junioren-Meister mit Jokerit Helsinki - 2012 Finnischer A-Junioren-Vizemeister mit Jokerit Helsinki | - 2012 Jarmo Wasaman muistopalkinto - 2015 Stanley-Cup-Gewinn mit den Chicago Blackhawks |

### International
| - 2014 Goldmedaille bei der U20-Junioren-Weltmeisterschaft - 2014 Topscorer der U20-Junioren-Weltmeisterschaft - 2014 Bester Vorlagengeber der U20-Junioren-Weltmeisterschaft | - 2014 All-Star Team der U20-Junioren-Weltmeisterschaft - 2025 Bester Vorlagengeber der Weltmeisterschaft (gemeinsam mit Travis Konecny und Denis Malgin) |

## Karrierestatistik
Stand: Ende der Saison 2024/25

### International
Vertrat Finnland bei:
| - Ivan Hlinka Memorial Tournament 2010 - World U-17 Hockey Challenge 2011 - U18-Junioren-Weltmeisterschaft 2011 - Ivan Hlinka Memorial Tournament 2011 - U18-Junioren-Weltmeisterschaft 2012 - U20-Junioren-Weltmeisterschaft 2013 | - U20-Junioren-Weltmeisterschaft 2014 - World Cup of Hockey 2016 - Weltmeisterschaft 2018 - 4 Nations Face-Off 2025 - Weltmeisterschaft 2025 |

(Legende zur Spielerstatistik: Sp oder GP = absolvierte Spiele; T oder G = erzielte Tore; V oder A = erzielte Assists; Pkt oder Pts = erzielte Scorerpunkte; SM oder PIM = erhaltene Strafminuten; +/− = Plus/Minus-Bilanz; PP = erzielte Überzahltore; SH = erzielte Unterzahltore; GW = erzielte Siegtore; 1 Play-downs/Relegation; Kursiv: Statistik nicht vollständig)